# Sigitas Tamkevičius
Sigitas Tamkevičius SJ (Gudonys, 1938. november 7. –) litván katolikus pap, jezsuita szerzetes, nyugalmazott kaunasi érsek, bíboros. A Magyar Kurír szerint „a litván egyház ikonikus alakja, a litván ellenállás legendás szereplője”.

## Pályafutása
1962. április 18-án szentelték pappá a kaunasi székesegyházban. 1968 augusztusában lépett be a Jézus Társaságába, ahol 1970. augusztus 15-én tette le első fogadalmát. 1972-ben megalapította és főszerkesztőként vezette A Katolikus Egyház Krónikája Litvániában című lapot, mely 1989-ig dokumentálta a szovjet egyházüldözést. Jezsuitaként folyamatos üldözésnek volt kitéve, több évet töltött a Gulágon szovjetellenes összeesküvés vádjával.

### Püspöki pályafutása
1991. május 8-án turudai címzetes püspökké és kaunasi segédpüspökké nevezték ki. május 19-én szentelte püspökké a kaunasi székesegyházban Vincentas Sladkevičius kaunasi érsek, Vladas Michelevicius vilkaviškisi segédpüspök, Antanas Vaičius telšiai-i püspök, Romualdas Krikšciunas nyugalmazott panevėžysi apostoli adminisztrátor és Juozas Preikšas panevėžysi apostoli adminisztrátor segédletével.
1996. május 4-én kaunasi érsekké nevezték ki. Két cikluson át a litván püspöki konferencia elnöke volt. 2005. június 11-én vonult nyugállományba.
Ferenc pápa a 2019. október 5-i konzisztóriumon bíborossá kreálta.